# 武臣政權
武臣政權，又稱武人政權，指的是高麗王朝在1170年（明宗元年）至1270年（元宗十一年）期間由武臣建立的政權。在這段時期裡，武臣掌握了高麗王朝的朝政，國王形同傀儡。這段時期被稱為武人時代（무인시대）。

## 概要
高麗王朝初期的貴族政治以文治主義為立腳點，因此朝廷重文輕武，導致了武臣在社會地位上的沒落。武臣無論是在政治還是經濟方面都處於劣勢；與此相對地，文臣則深受朝廷的重用。這使得文臣與武臣之間矛盾的日益加深。1013年（顯宗五年），上將軍崔質、金訓曾發動叛亂，隨後，在崔質、金訓的威權下，朝中的高級武臣都兼任文官的官職。雖然這次叛亂在次年即被平定，但武臣在朝中的勢力已經逐漸抬頭。
到了毅宗時期，這種矛盾達到了極點。由於高麗毅宗親近文臣而忽視武臣，導致了武臣不滿的爆發。1170年，毅宗出遊普賢院，大將軍李紹膺在御前表演五兵手搏戲，遭到文臣的羞辱。隨駕的武臣鄭仲夫、李義方、李高等人，借此契機發動兵變，廢黜毅宗，擁立明宗，並大肆屠殺文臣。此後，武臣完全控制了朝政，國王形同傀儡。
1173年，金甫當發動叛亂，欲擁立毅宗復位。失敗後，李義方殺死了毅宗，並且懷疑文臣參與此事，因此迫害文臣。1174年，趙位寵在西京舉兵，控制了高麗西北部地區。這次舉兵於1176年被鎮壓。此後武臣掌握了朝中重要機構重房，獨佔朝中官職，借機擴大了自己的私田，政治、經濟地位大幅度提高。
武臣政權的建立使尊重門閥觀念的高麗社會變質，文臣沒有實權，武臣則專斷朝政，甚至可以隨意廢立國王。執政的李義方脅迫王太子娶自己女兒為妃，以增強自己的地位，最終鄭仲夫殺死李義方，獨攬朝政。
得勢的鄭仲夫肆意胡為，被慶大升所殺。慶大升為了保護自己的安全，設置了都房，以李義旼為兵事。崔忠獻、崔忠粹兄弟殺死李義旼後奪取政權。崔忠獻對武臣政權建立以來混亂的社會進行收拾，延續了高麗王朝的門閥觀念，提舉了寺院勢力，鎮壓農民和奴婢的叛亂，維持了政權的穩定。崔忠獻之子崔瑀執政時，蒙古入侵高麗，崔忠獻成功抵禦了蒙古的數次進攻。後來將都城從開京遷往江華島，以避開蒙古的兵鋒。然而在與蒙古的戰爭中也削弱了以崔氏為首的武臣政權的實力。此後高麗文臣主張同蒙古講和，試圖利用蒙古的勢力來恢復王權。最終武臣金俊於1258年殺死了崔竩，將都城從江華島遷回開京。武臣政權內部發生衝突，親元的元宗被廢。元宗假借蒙古的勢力，以對抗林衍的武臣政權，最終於1270年殺死了林惟茂，武人時代結束。

## 軍事機構
武人時代的軍事機構有都房、三別抄、重房等。
- 都房（朝鲜语：도방）：武人政權掌權者在自己家中設置的私兵，其作用是保衛主人。武臣自己組建私兵在高麗王朝早已有之，而設立都房則始於慶大升執政之時。崔忠獻上臺後，模仿慶大升設立都房，設立六個橋臺，此後又經過了36次的擴大，最終成為崔氏非常勇猛的私兵。
- 三別抄：武臣政權為防備全國盜賊而建立的軍隊。其前身是崔瑀組建的夜別抄（朝鲜语：야별초）軍。此後因為數量的增多，夜別抄分拆為左別抄（朝鲜语：좌별초）、右別抄（朝鲜语：우별초）兩軍；再加上由從蒙古逃回來的俘虜兵組成的神義軍（朝鲜语：신의군），統稱「三別抄」。該組織是武臣政權統治下最精銳的部隊。
- 重房（朝鲜语：중방）：高級武臣決議事務的最高機關，由上將軍或大將軍共計16人組成。重房這一機構始設於1167年，與之同時設立的是高級文臣決議事務的最高機關都堂（朝鲜语：도병마사）。武臣政權建立之後，重房的權力急劇膨脹，成為能夠同朝廷不相上下的權力機構。崔忠獻上臺以後，被高麗王冊封為晉康侯，自己另行設立被稱為「興寧府」（後更名為晉康府）的官府，自行任命官職，這使得武人政治在形式上的正當化。

## 行政機構
武人時代的行政機構有教定都監、政房、書房等。
- 教定都監（朝鲜语：교정도감）：崔氏政權時期最高的行政統治機構，其職責是掌管官職朝政綱紀、人事行政等政治問題。崔忠獻設立教定都監的同時設立了教定別監，自封為其首領。此後的崔氏政權執政者都世襲擔任教定別監一職。
- 政房（朝鲜语：정방）：崔氏政權設立的處理政務的機關，設在武臣政權執政者的私邸，其職責是任命官職。最初由崔瑀設立，目的是架空文臣勢力的機構。
- 書房（朝鲜语：서방 (기관)）：武臣政權執政者的文人門客所聚集的地方。書房是政房的下屬機構，始設於崔瑀時期，文人門客可以進出政房討論政事。武臣政權執政者一面由都房護衛，一面由書房為其出謀劃策，號稱「文政雙全」。

## 身份秩序
本來高麗王朝重視門閥觀念，在政治上以文臣為主導地位。武臣政變以後，文臣沒有實際權力，武臣成為國家的統治者。武臣政變以前，武臣的地位從下層社會徐徐升高，成為上層人物，武臣政變以後這種變化更加顯著。武臣為了確立自己的集權政治，也開始向文臣妥協，部分武臣同文臣通婚。武臣希望通過人們對門閥的尊敬來鞏固自己的統治。同時，這也導致了門閥觀念的弱化。在武人時代，不少下層人物因為武臣政變，一躍成為上層人物，出現了不少新興勢力。例如李義旼、金俊、林衍等就是例子。這些下層人物上臺以後，將自己的親屬和部將安插到各個要職，不少武臣兼任了文臣在朝中的職務，這導致了當時社會「能文能吏」的縮小。

## 經濟
土地秩序崩壞，農民的生活受到了威脅。12世紀初以來，高麗土地兼併開始加劇，在加上頻繁的異常氣候所導致的減產、以及戰亂等因素導致了饑荒，不少農民成為了流亡民。進入武人時代以後，由於政治的混亂，加劇了此情況的惡化。武人時代權勢家族通過土地兼併，得到了大量農莊，田柴科制度有名無實。上至最高權力層，下至地方官，都對百姓進行強搶豪奪。下層民眾為了抗拒，不得不發動民變。

## 民變
在武臣執政的30年間，大量下層民眾發動民變。1172年（明宗二年），西北地方成州等三個州的百姓為了抗拒當地守令橫暴地收奪，發動叛亂。1174年，西京留守趙位寵發動叛亂，西北地方四十余城的百姓舉兵響應。這場叛亂被鎮壓後，不少百姓繼續發動叛亂反抗朝廷，並持續了五年。
1175年，京府南部地方發生叛亂；次年，公州從屬的九域人、明鶴所的亡伊、亡所伊發動叛亂。亡伊、亡所伊在官軍的懷柔政策下曾一度投降，但不久後再次起兵，以公州為據點，佔領了忠清道大部分郡縣，氣勢很盛，但最終被鎮壓。1182年，由於守令的貪虐，忠清道地區的農民再次起兵。
在此期間，全羅道百姓起兵叛亂，全州軍人和官奴亦舉兵。1193年，慶尚道發生了一起民變，到了1201年（高麗神宗五年），以慶州為中心的聯合戰線基本形成，在慶尚道一帶很有威勢。最終被崔忠獻鎮壓。
在武人時代，大量良民、賤民等下層民眾為了抵抗苛酷地掠奪，發動叛亂，而另一部分的叛亂則是為了抵抗當時的身份制度。1198年，萬積在開京地方率私奴起兵，試圖推翻當時的奴隸制度，奪取政權。

## 文化
武臣掌握了政權，文人出仕為官的想法破滅，多隱居草野，飲酒作詩。當時文學代表人物有李仁老、林椿等七人，人們把他們與中國的竹林七賢相比，稱為「江左七賢」。此外，一些文人，如李奎報、崔滋等，成為武人政權的門客。當時的文學多以神話、傳說、逸話、詩話為素材，稱為「說話文學」。
此外，活字印刷術從中國傳入高麗。1230年，高麗人經過改進，發明了金屬活字。這個時期也是韓醫學進步的時期。

## 執政者列表
| 代 | 執政者                 | 執政時期       | 權力機構       | 國王           | 備考                                                                  |
| -- | ---------------------- | -------------- | -------------- | -------------- | --------------------------------------------------------------------- |
| － | 李高、李義方、鄭仲夫   | 1170年－1171年 | －             | 毅宗 明宗      | 聯合執政                                                              |
| 1  | 李義方、鄭仲夫         | 1170年－1174年 | －             | 明宗           | 聯合執政                                                              |
| 2  | 鄭仲夫                 | 1174年－1179年 | 重房           | 明宗           |                                                                       |
| 3  | 慶大升                 | 1179年－1183年 | 重房           | 明宗           |                                                                       |
| － | 曹元正、杜景升、李義旼 | 1183年－1187年 | 重房           | 明宗           | 聯合執政                                                              |
| 4  | 杜景升、李義旼         | 1187年－1196年 | 重房           | 明宗           | 聯合執政                                                              |
| 5  | 崔忠獻                 | 1196年－1219年 | 教定都監       | 明宗 神宗 熙宗 | 建立崔氏政權。                                                        |
| 6  | 崔瑀                   | 1219年－1249年 | 教定都監、政房 | 熙宗 康宗 高宗 | 崔忠獻之子。崔氏政權第二代。                                          |
| 7  | 崔沆                   | 1249年－1257年 | 教定都監、政房 | 高宗           | 崔瑀之子。崔氏政權第三代。                                            |
| 8  | 崔竩                   | 1257年－1258年 | 教定都監、政房 | 高宗           | 崔沆之子。崔氏政權第四代。                                            |
| － | 金俊、柳璥             | 1258年         | 教定都監、政房 | 高宗           | 聯合執政。 柳璥是文臣而不是武臣，但在崔氏政權覆滅之後曾短暫掌握兵權。 |
| 9  | 金俊                   | 1258年－1268年 | 教定都監、政房 | 高宗 元宗      |                                                                       |
| 10 | 林衍                   | 1268年－1270年 | 教定都監、政房 | 元宗 英宗      | 英宗曾於1269年短暫即位，但在蒙古壓力下，元宗得以復位。                |
| 11 | 林惟茂                 | 1270年         | 教定都監、政房 | 元宗           | 林衍之子。                                                            |

## 腳註
1. ↑  《高麗史·卷四·顯宗世家》：（顯宗五年）十一月癸未朔，上將軍金訓、崔質等率諸衛軍作亂，流中樞院使張延祐、日直皇甫兪義。乙酉，金訓等請武官常叅以上皆兼文官，從之。
2. ↑  《高麗史·卷四·顯宗世家》：（顯宗六年三月）甲午，王宴群臣於長樂宮，誅金訓、崔質等十九人。
3. 1 2 3  事實上，1170年至1171年間李高、李義方、鄭仲夫等眾多武臣並執朝政；1171年至1174年李義方、鄭仲夫同掌朝政。真正意義上的武臣獨裁政權的建立，當係1174年鄭仲夫殺死李義方專斷朝政之後。
4. 1 2  柳璥是文臣，與武臣金俊同掌朝政。